# Nasdaq Tallinn
La Bourse de Tallinn (estonien : Tallinna börs) est une bourse des valeurs fonctionnant à Tallinn en Estonie. 